# Фріц Фулльріде
Фріц Фулльріде (нім. Fritz Fullriede; 4 січня 1895, Бремен — 3 листопада 1969, Бад-Ольдесло) — німецький офіцер, генерал-майор вермахту (20 квітня 1945). Кавалер Лицарського хреста Залізного хреста з дубовим листям.

## Біографія
Учасник Першої світової війни. 31 жовтня 1919 року демобілізований. В 1919/20 і 1936/37 роках служив у поліції. У 1924/36 роках мешкав у Південно-Західній Африці. 1 серпня 1937 року перейшов у вермахт, командував ротою. 20 листопада 1938 року вийшов у відставку й повернувся в Південно-Західну Африку. З 1 березня 1939 року — командир 7-ї роти 93-го піхотного полку.
При мобілізації 26 серпня 1939 року призначений командиром 93-го запасного піхотного батальйону. З 4 грудня 1939 року — ад'ютант і 1-й офіцер (начальник оперативного відділу) Генштабу 171-ї піхотної дивізії. З 23 жовтня 1940 року — командир 1-го батальйону 642-го піхотного полку. Учасник Німецько-радянської війни. 6 липня 1941 року був важко поранений. З 22 лютого 1943 року — командир 165-го моторизованого полку, на базі якого була сформована бойова група «Фулльріде», яка діяла в Тунісі у складі 5-ї танкової армії. 10 травня 1943 року евакуйований з Тунісу на Сицилію. З 16 липня 1943 року — командир 129-го моторизованого полку. 12 вересня 1943 року важко поранений. З 1 лютого 1944 року — командир 115-го моторизованого, з 21 лютого 1944 року — 200-го гренадерського, з 18 липня 1944 року — 67-го моторизованого полку. Бився в Італії. В серпні-вересні 1944 року — командир 1-го параштуно-танкового полку дивізії «Герман Герінг». З 14 лютого по 18 березня 1945 року — комендант фортеці Кольберг. З 28 квітня 1945 року — командир 2-ї дивізії морської піхоти (бойова група «Фулльріде») 2 травня 1945 року здався американським військам.
Фулльріде був переданий владі Нідерландів і постав перед судом за причетність до Пюттенської каральної акції. Він засуджений до 2,5 року ув'язнення.

## Нагороди
- Залізний хрест 2-го класу (25 серпня 1917)
- Нагрудний знак «За поранення» в чорному (20 липня 1918)
- Ганзейський хрест (Бремен; 25 липня 1918)
- Почесний хрест ветерана війни з мечами
- Застібка до Залізного хреста 2-го класу (7 липня 1941)
- Нагрудний знак «За поранення» в золоті (20 серпня 1941)
- Залізний хрест 1-го класу (23 жовтня 1941)
- Лицарський хрест Залізного хреста з дубовим листям
  - лицарський хрест (11 квітня 1943)
  - дубове листя (№ 803; 23 березня 1945)